# عين السوداء
عين السوداء هي إحدى القرى اللبنانية من قرى قضاء بعلبك في محافظة بعلبك الهرمل. تبعد عن مدينة بعلبك حوالي 9 كيلومتر، تسكنها عائلة واحدة وهي آل عمر، يحدها من الشرق مجدلون ومن الشمال حوش بردى ومن الغرب حدث بعلبك ومن الجنوب حزين .